# Sporting Clube de Espinho (košarka)
Sporting Clube de Espinho je portugalski košarkaški klub iz grada Espinha na portugalskom sjeveru.
Utemeljen je 1914. godine.

## Klupski uspjesi
- portugalska prvenstva - 13
  - 1956/57., 1958/59., 1960/61., 1962/63., 1964/65., 1984/85., 1986/87., 1994/95., 1995/96., 1996/97., 1997/98., 1998/99., 1999/2000.
- portugalski kup - 8 
  - 1980/81., 1983/84., 1984/85., 1995/96., 1996/97., 1997/98., 1998/99., 1999/2000.
- portugalski superkup - 4 
  - 1995., 1997., 1998., 2000.

## Vanjske poveznice
- Službene stranice